# Weinbach
Weinbach ist eine Gemeinde im mittelhessischen Landkreis Limburg-Weilburg.

## Geografische Lage
Weinbach liegt an der Lahn und an der Weil zwischen Wetzlar und Limburg an der Lahn.

### Nachbargemeinden
Weinbach grenzt im Norden an die Stadt Weilburg, im Osten und Süden an die Gemeinde Weilmünster, sowie im Westen an die Gemeinde Villmar und die Stadt Runkel (alle im Landkreis Limburg-Weilburg).

### Gliederung
Weinbach besteht aus dem Kernort Weinbach sowie den Ortsteilen Blessenbach, Edelsberg, Elkerhausen, Freienfels, Fürfurt und Gräveneck.

## Geschichte

### Überblick
Die älteste bekannte schriftliche Erwähnung von Weinbach erfolgte unter dem Namen Wynbach im Jahr 1344.
Der Ort gehörte zur Zent Niederselters und lag im Herrschaftsbereich der Grafschaft Diez und später zur Grafschaft Nassau. Das Domkapitel Worms besaß in Weinbach den Kirchensatz und den Zehnten. Im Jahr 1449 gelangten die „von Elkerhausen“ in den Besitz des Patronatsrechtes und der Hälfte des Zehnten. Im Jahr 1728 entstand dann die heutige Kirche, wobei der frühgotische Chor des Vorgängerbaus weitestgehend erhalten blieb.
Bis in die frühe Neuzeit war das Dorf mit Zäunen, Gräben und zwei Pforten befestigt.
Eine Mühle zwischen Freienfels und Weinbach ist für 1459 nachgewiesen. Der sich deren nähe befindliche Weiher diente Mitte des 17. Jahrhunderts als Forellenweiher für die nassau-weilburgische Hofhaltung. Eine zweite, heute nicht mehr existierende Mühle wurde 1853 Richtung Aulenhausen erbaut.
Bis ins 20. Jahrhundert war das Dorf landwirtschaftlich geprägt. Daneben bestanden in geringem Maße auch Dachschiefer-, Manganerz- und Eisenerzbergbau.
Im Jahr 1963 wurde ein zentrales Schwimmbad erbaut. Die 1975 eröffnete Mittelpunktgrundschule trägt seit 1987 den Namen des berühmtesten Sohnes von Weinbach, den 1812 hier geborenen Karl Schapper. Er spielte eine bedeutende Rolle in der Frühzeit der deutschen und europäischen Arbeiter- und Arbeiterbildungsbewegung.

### Die Anfänge der heutigen Ortsteile
Als erster Ortsteil wurde Fürfurt in einer Urkunde erwähnt, die zwischen 1148 und 1154 angefertigt wurde. Die Ersterwähnung von Elkerhausen datiert auf 1191. Das dort ansässige Rittergeschlecht lag im 14. Jahrhundert in einer schweren Fehde mit dem Landesherren, dem Erzbischof von Trier. Die Burg Elkerhausen wurde 1352 an ihn übergeben und nachdem die Ritter Urfehde geschworen hatten, geschleift (d. h. der Wassergraben wurde zugeschüttet und die Burgmauer bis zu einer gewissen Höhe abgebrochen. Damit wurde aus der Burg ein „festes Haus“). Um das Jahr 1500 wurde das heute noch vorhandene giebelständige Fachwerkgebäude zu dem bereits bestehenden Querbau errichtet und die ehemalige Burg in ein Wasserschloss mit Türmen und vieleckigem Bering umgewandelt.
Im Jahr 1246 wurde Edelsberg, 1267 Blessenbach und 1344 Weinbach erstmals erwähnt. Die Burg Freienfels wurde um 1300, vermutlich von der Diezer Seitenlinie Weilnau, errichtet. 1327 wurde sie erstmals urkundlich erwähnt. Die Burg Gräveneck wurde 1395 von einem Ritterbund unter der Führung des Hauses Nassau gegen die in ihrer Burg Neu-Elkerhausen gegenüber von Gräveneck sitzenden Ritter von Elkerhausen erbaut.

### Gebietsreform 1970–1974
Die Geschichte der Großgemeinde Weinbach beginnt am 1. Dezember 1970, als sich im Zuge der Gebietsreform in Hessen die bis dahin selbstständigen Gemeinden Weinbach, Blessenbach, Freienfels und Gräveneck einvernehmlich zusammenschlossen. Am 1. Juli 1974 wurden die Gemeinden Edelsberg und Elkerhausen durch Landesgesetz eingegliedert.
Für die eingegliederten Gemeinden sowie für die Kerngemeinde wurde je ein Ortsbezirk mit Ortsbeirat und Ortsvorsteher nach der Hessischen Gemeindeordnung gebildet.

### Staats- und Verwaltungsgeschichte im Überblick
Die folgende Liste zeigt die Staaten und deren Verwaltungseinheiten, denen Weinbach angehörte:
- vor 1806 Heiliges Römisches Reich, Grafschaft/Fürstentum Nassau-Weilburg, Amt Weilburg
- ab 1606: Herzogtum Nassau, Amt Weilburg
- ab 1816: Herzogtum Nassau, Amt Weilburg
- ab 1849: Herzogtum Nassau, Kreisamt Hadamar
- ab 1854: Herzogtum Nassau, Amt Weilburg
- ab 1867: Königreich Preußen, Provinz Hessen-Nassau, Regierungsbezirk Wiesbaden, Oberlahnkreis
- ab 1871: Deutsches Reich, Königreich Preußen, Provinz Hessen-Nassau, Regierungsbezirk Wiesbaden, Oberlahnkreis
- ab 1918: Deutsches Reich, Freistaat Preußen, Provinz Hessen-Nassau, Regierungsbezirk Wiesbaden, Oberlahnkreis
- ab 1944: Deutsches Reich, Freistaat Preußen, Provinz Nassau, Oberlahnkreis
- ab 1945: Amerikanische Besatzungszone, Groß-Hessen, Regierungsbezirk Wiesbaden, Oberlahnkreis
- ab 1946: Amerikanische Besatzungszone, Hessen, Regierungsbezirk Wiesbaden, Oberlahnkreis
- ab 1949: Bundesrepublik Deutschland, Hessen, Regierungsbezirk Wiesbaden, Oberlahnkreis
- ab 1968: Bundesrepublik Deutschland, Hessen, Regierungsbezirk Darmstadt, Oberlahnkreis
- ab 1974: Bundesrepublik Deutschland, Hessen, Regierungsbezirk Darmstadt, Landkreis Limburg-Weilburg
- ab 1981: Bundesrepublik Deutschland, Hessen, Regierungsbezirk Gießen, Landkreis Limburg-Weilburg

### Bevölkerung

#### Einwohnerstruktur 2011
Nach den Erhebungen des Zensus 2011 lebten am Stichtag, dem 9. Mai 2011, in Weinbach 4529 Einwohner. Nach dem Lebensalter waren 753 Einwohner unter 18 Jahren, 1857 zwischen 18 und 49, 987 zwischen 50 und 64 und 933 Einwohner waren älter. Unter den Einwohnern waren 143 (3,2 %) Ausländer, von denen 54 aus dem EU-Ausland, 68 aus anderen europäischen Ländern und 18 aus anderen Staaten kamen. (Bis zum Jahr 2020 erhöhte sich die Ausländerquote auf 5,0 %.) Die Einwohner lebten in 1884 Haushalten. Davon waren 486 Singlehaushalte, 576 Paare ohne Kinder und 624 Paare mit Kindern, sowie 186 Alleinerziehende und 30 Wohngemeinschaften. In 393 Haushalten lebten ausschließlich Senioren und in 1212 Haushaltungen lebten keine Senioren.

#### Einwohnerentwicklung
| Weinbach: Einwohnerzahlen von 1834 bis 2020 | Weinbach: Einwohnerzahlen von 1834 bis 2020 | Weinbach: Einwohnerzahlen von 1834 bis 2020 | Weinbach: Einwohnerzahlen von 1834 bis 2020 | Weinbach: Einwohnerzahlen von 1834 bis 2020 |
| --- | ------------------------------------------- | ------------------------------------------- | ------------------------------------------- | ------------------------------------------- |
| Jahr |                                             |                                             |                                             | Einwohner                                   |
| 1834 | 1834                                        |                                             | 561                                         | 561                                         |
| 1840 | 1840                                        |                                             | 625                                         | 625                                         |
| 1846 | 1846                                        |                                             | 670                                         | 670                                         |
| 1852 | 1852                                        |                                             | 699                                         | 699                                         |
| 1858 | 1858                                        |                                             | 737                                         | 737                                         |
| 1864 | 1864                                        |                                             | 793                                         | 793                                         |
| 1871 | 1871                                        |                                             | 873                                         | 873                                         |
| 1875 | 1875                                        |                                             | 891                                         | 891                                         |
| 1885 | 1885                                        |                                             | 885                                         | 885                                         |
| 1895 | 1895                                        |                                             | 837                                         | 837                                         |
| 1905 | 1905                                        |                                             | 902                                         | 902                                         |
| 1910 | 1910                                        |                                             | 914                                         | 914                                         |
| 1925 | 1925                                        |                                             | 913                                         | 913                                         |
| 1939 | 1939                                        |                                             | 921                                         | 921                                         |
| 1946 | 1946                                        |                                             | 1.183                                       | 1.183                                       |
| 1950 | 1950                                        |                                             | 1.294                                       | 1.294                                       |
| 1956 | 1956                                        |                                             | 1.234                                       | 1.234                                       |
| 1961 | 1961                                        |                                             | 1.253                                       | 1.253                                       |
| 1967 | 1967                                        |                                             | 1.273                                       | 1.273                                       |
| 1970 | 1970                                        |                                             | 3.181                                       | 3.181                                       |
| 1972 | 1972                                        |                                             | 3.205                                       | 3.205                                       |
| 1975 | 1975                                        |                                             | 4.568                                       | 4.568                                       |
| 1980 | 1980                                        |                                             | 4.565                                       | 4.565                                       |
| 1985 | 1985                                        |                                             | 4.511                                       | 4.511                                       |
| 1990 | 1990                                        |                                             | 4.476                                       | 4.476                                       |
| 1995 | 1995                                        |                                             | 4.751                                       | 4.751                                       |
| 2000 | 2000                                        |                                             | 4.835                                       | 4.835                                       |
| 2010 | 2010                                        |                                             | 4.532                                       | 4.532                                       |
| 2011 | 2011                                        |                                             | 4.529                                       | 4.529                                       |
| 2015 | 2015                                        |                                             | 4.419                                       | 4.419                                       |
| 2020 | 2020                                        |                                             | 4.242                                       | 4.242                                       |
| Datenquelle: Historisches Gemeindeverzeichnis für Hessen: Die Bevölkerung der Gemeinden 1834 bis 1967. Wiesbaden: Hessisches Statistisches Landesamt, 1968. Weitere Quellen: LAGIS; 1972:; Hessisches Statistisches Informationssystem; Zensus 2011 ab 1970 einschließlich der im Zuge der Gebietsreform in Hessen eingegliederten Orte. |                                             |                                             |                                             |                                             |

#### Religionszugehörigkeit
| • 1885: | 0879 evangelische (= 99,32 %) und 6 katholische (= 0,68 %) Einwohner                        |
| • 1961: | 1085 evangelische (= 86,59 %) und 145 katholische (= 11,57 %) Einwohner                     |
| • 1987: | 3466 evangelische (= 79,0 %), 740 katholische (= 16,8 %), 184 sonstige (= 4,2 %) Einwohner  |
| • 2011: | 2985 evangelische (= 65,9 %), 685 katholische (= 15,1 %), 859 sonstige (= 19,0 %) Einwohner |

## Hoheitssymbole

Bannerflagge

Die Gemeinde Weinbach führt ein Dienstsiegel, ein Wappen und eine Flagge.
| Wappen der Gemeinde Weinbach | Blasonierung: „Durch einen Wellenschnitt schräglinks geteiltes Schild, vorne in Rot ein silbernes Beil, hinten in Blau ein goldenes Weinblatt.“ |
| Wappen der Gemeinde Weinbach | |

## Politik

### Gemeindevertretung
Die Kommunalwahl am 14. März 2021 lieferte folgendes Ergebnis, in Vergleich gesetzt zu früheren Kommunalwahlen:
| Sitzverteilung in der Gemeindevertretung 2021Insgesamt 15 Sitze - WASG: 1 - Grüne: 1 - SPD: 5 - FWG: 3 - CDU: 5 | Parteien und Wählergemeinschaften | Parteien und Wählergemeinschaften                             | % 2021 | Sitze 2021 | % 2016 | Sitze 2016 | % 2011 | Sitze 2011 | % 2006 | Sitze 2006 | % 2001 | Sitze 2001 |
| Sitzverteilung in der Gemeindevertretung 2021Insgesamt 15 Sitze - WASG: 1 - Grüne: 1 - SPD: 5 - FWG: 3 - CDU: 5 | SPD                               | Sozialdemokratische Partei Deutschlands                       | 37,2   | 5          | 34,9   | 5          | 36,5   | 5          | 43,7   | 7          | 48,8   | 11         |
| Sitzverteilung in der Gemeindevertretung 2021Insgesamt 15 Sitze - WASG: 1 - Grüne: 1 - SPD: 5 - FWG: 3 - CDU: 5 | CDU                               | Christlich Demokratische Union Deutschlands                   | 31,6   | 5          | 28,9   | 4          | 30,9   | 5          | 29,5   | 4          | 27,5   | 6          |
| Sitzverteilung in der Gemeindevertretung 2021Insgesamt 15 Sitze - WASG: 1 - Grüne: 1 - SPD: 5 - FWG: 3 - CDU: 5 | FWG                               | Freie Wählergemeinschaft Weinbach                             | 18,2   | 3          | 26,9   | 4          | 18,4   | 3          | 21,3   | 3          | 20,1   | 5          |
| Sitzverteilung in der Gemeindevertretung 2021Insgesamt 15 Sitze - WASG: 1 - Grüne: 1 - SPD: 5 - FWG: 3 - CDU: 5 | GRÜNE                             | Bündnis 90/Die Grünen                                         | 8,8    | 1          | 6,2    | 1          | 11,2   | 2          | 5,5    | 1          | 3,6    | 1          |
| Sitzverteilung in der Gemeindevertretung 2021Insgesamt 15 Sitze - WASG: 1 - Grüne: 1 - SPD: 5 - FWG: 3 - CDU: 5 | DIE LINKE                         | Die Linke                                                     | –      | –          | 3,1    | 1          | 3,0    | 0          | —      | —          | —      | —          |
| Sitzverteilung in der Gemeindevertretung 2021Insgesamt 15 Sitze - WASG: 1 - Grüne: 1 - SPD: 5 - FWG: 3 - CDU: 5 | WASG                              | Weilburg-Limburg, Aufstehen für Solidarität und Gerechtigkeit | 4,3    | 1          | –      | –          | –      | –          | —      | —          | —      | —          |
| Sitzverteilung in der Gemeindevertretung 2021Insgesamt 15 Sitze - WASG: 1 - Grüne: 1 - SPD: 5 - FWG: 3 - CDU: 5 | Gesamt                            | Gesamt                                                        | 100,0  | 15         | 100,0  | 15         | 100,0  | 15         | 100,0  | 15         | 100,0  | 23         |
| Sitzverteilung in der Gemeindevertretung 2021Insgesamt 15 Sitze - WASG: 1 - Grüne: 1 - SPD: 5 - FWG: 3 - CDU: 5 | Wahlbeteiligung in %              | Wahlbeteiligung in %                                          | 55,6   | 55,6       | 55,7   | 55,7       | 52,3   | 52,3       | 52,4   | 52,4       | 60,3   | 60,3       |

### Bürgermeister
Nach der hessischen Kommunalverfassung wird der Bürgermeister für eine sechsjährige Amtszeit gewählt, seit dem Jahr 1993 in einer Direktwahl, und ist Vorsitzender des Gemeindevorstands, dem in der Gemeinde Weinbach neben dem Bürgermeister ehrenamtlich ein Erster Beigeordneter und vier weitere Beigeordnete angehören. Bürgermeister ist seit dem 1. April 2024 der parteiunabhängige Christian Harms, der in der Kommunalpolitik zuletzt Vorsitzender der Gemeindevertretung war. Seine Amtsvorgängerin Britta Löhr schied nach einem erfolgreichen Abwahlantrag der Gemeindevertretung und nach Verkündung des Wahlergebnisses zum Bürgerentscheid über ihre Abwahl mit Ablauf des 11. Oktober 2023 aus der ersten Amtszeit vorzeitig aus. Danach leitete der Erste Beigeordnete Thomas Appl die Gemeindeverwaltung kommissarisch und die Wahl eines neuen Bürgermeisters musste vorgezogen werden. Christian Harms erhielt am 25. Februar 2024 in einer Stichwahl bei 49,17 Prozent Wahlbeteiligung 54,77 Prozent der Stimmen.
Amtszeiten der Bürgermeister
- 2024–2030 Christian Harms[19]
- 2021–2023 Britta Löhr[20]
- 2015–2021 Jörg Lösing
- 1997–2015 Thorsten Sprenger

### Wappen
Entworfen und ausgeführt hat das Gemeindewappen der Kunstmaler und Städelschulabsolvent Hermann Krupp 1981. 
Beschreibung: Das Wappen von Weinbach ist in der Mitte durch eine den Bach andeutende Wellenlinie diagonal geteilt. In dem so entstandenen gewellten rechten unteren Feld nimmt ein gelbes, stilisiertes Weinblatt Bezug auf den ersten Teil seines Namens. Im linken oberen roten Feld steht ein weißes, nach links weisendes Streitbeil. Das Beil ist als Hinweis auf das Wappen des ausgestorbenen reichsfreien Rittergeschlechts von Elkerhausen genannt Klüppel zu verstehen, deren Wappen 3 silberne Beile auf rotem Grund zeigte. Der Weinbacher Ortsteil Elkerhausen war der Stammsitz des Geschlechts.

### Partnerschaften
Weinbach unterhält seit 1992 partnerschaftliche Beziehungen zu der polnischen Gemeinde Debrzno in der Woiwodschaft Pommern. Seit 2005 besteht auch eine Partnerschaft mit der Gemeinde Blatno in der Tschechischen Republik.

## Bauwerke
- Evangelische Kirche in Weinbach 1728 errichtet, der frühgotische Chor der Vorgängerkirche wurde integriert.
- Burg Elkerhausen und späteres Renaissanceschloss im Weinbachtal
- Burg Neu-Elkerhausen an der Lahn bei Gräveneck
- Burgruine Freienfels über der Weil im Ortsteil Freienfels

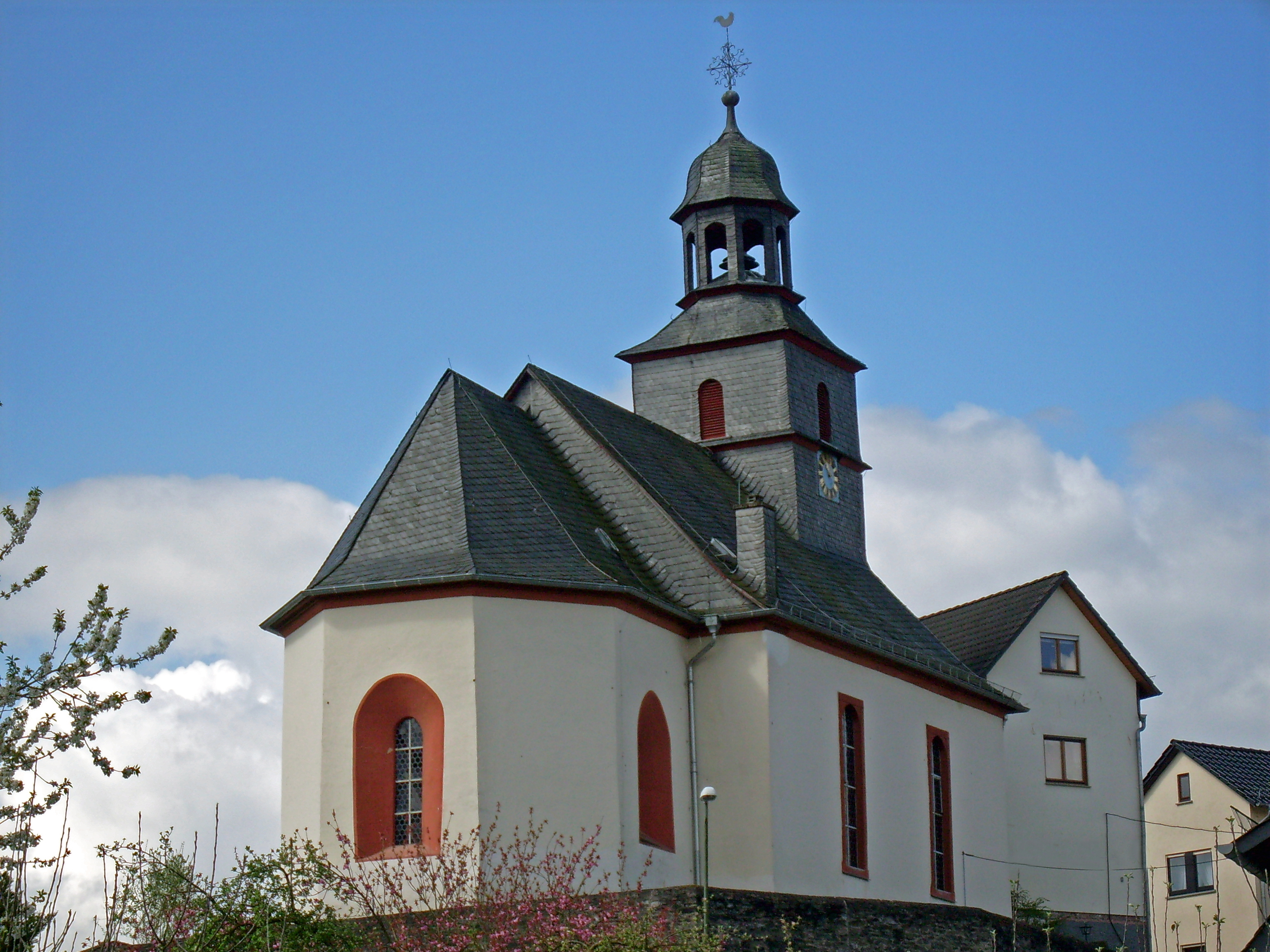
Evangelische Kirche Weinbach
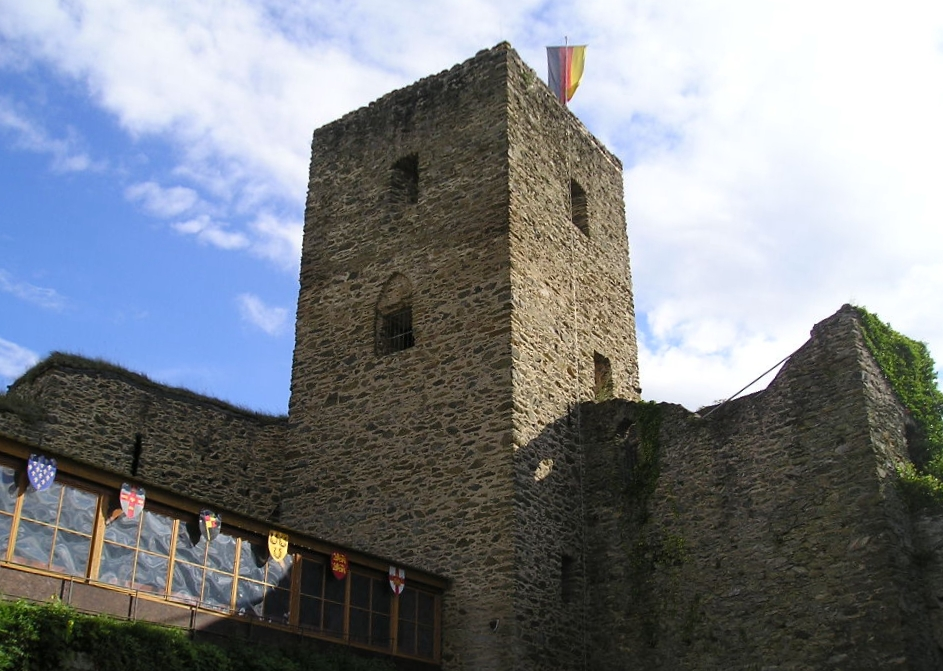
Burgruine Freienfels
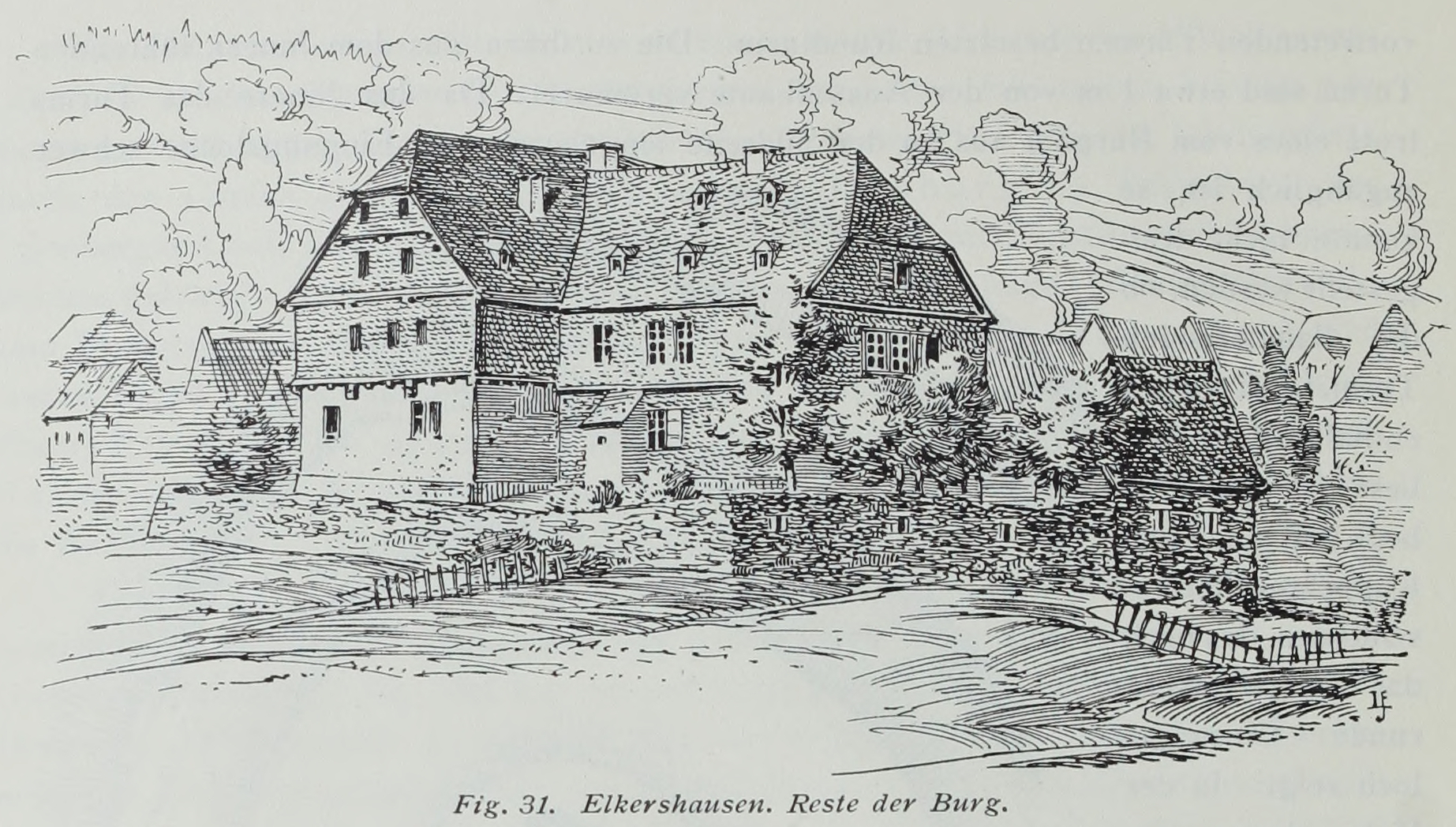
Historische Darstellung Burg Elkershausen

## Wirtschaft und Infrastruktur

### Verkehr
Weinbach ist über die Bundesstraße 456 an das Fernstraßennetz angebunden.
Für die Lahntalbahn gibt es Bahnhöfe in den Ortsteilen Gräveneck und Fürfurt.
Bis 1969 hatte auch der heutige Ortsteil Freienfels über die heute stillgelegte Weiltalbahn Anschluss an das Schienennetz.

### Bildung
In Weinbach besteht eine Grundschule (Karl-Schapper-Schule).

### Einrichtungen
- Freiwillige Feuerwehr Weinbach, gegründet 1932 (seit 5. Dezember 1992 mit Jugendfeuerwehr und seit 18. März 2006 mit Kinderfeuerwehr)
- Freiwillige Feuerwehr Blessenbach, gegründet 1932 (seit 1. Dezember 1985 mit Jugendfeuerwehr)
- Freiwillige Feuerwehr Edelsberg, gegründet 1934 (seit 25. Juli 1997 Jugendfeuerwehr)
- Freiwillige Feuerwehr Elkerhausen, gegründet 1934 (seit 2. August 1975 mit Jugendfeuerwehr und seit 11. März 2011 mit Kinderfeuerwehr)
- Freiwillige Feuerwehr Freienfels, gegründet 1934 (seit 12. März 1993 Jugendfeuerwehr)
- Freiwillige Feuerwehr Gräveneck, gegründet 1934 (seit 1. August 1994 Jugendfeuerwehr)

## Persönlichkeiten

### Söhne und Töchter der Gemeinde
- Karl Schapper (* 30. Dezember 1812; † 28. April 1870 in London), Forstwirtschaftler, Protagonist der Arbeiterbewegung und nassauischer Revolutionär
- Albert Wagner (* 22. November 1885; † 19. Januar 1974 in Weilburg), geboren in Fürfurt, Verwaltungsbeamter und Politiker (SPD)
- Helmut Hild (* 23. Mai 1921; † 11. September 1999 in Darmstadt), Kirchenpräsident der Evangelischen Kirche in Hessen und Nassau
- Heinrich Pfeiffer (* 27. Januar 1927; † 22. Dezember 2016), Wissenschaftsmanager

### Weitere mit Weinbach verbundene Personen
- Margit Bach (* 25. März 1951 in Frankfurt-Höchst), Journalistin und ehemalige deutsche Meisterin im 100-Meter-Hürdenlauf, Olympiateilnehmerin 1972, lebt seit 1989 im Weinbacher Ortsteil Elkerhausen.[23]